# Shijie (taoismo)
Shijie (zh. 屍解T, 尸解S, Shī-JiěP, Shih-ChiehW, lett. "Liberazione dal cadavere/per mezzo di un cadavere") è una tecnica esoterica taoista con cui un adepto raggiungeva lo stato di 仙人T, XiānP, 'HsienW, lett. "Immortalità/Trascendenza", tipicamente utilizzando qualche stratagemma per eludere il sistema amministrativo di registrazione della vita e della morte che caratterizzano l'Oltretomba cinese/taoista.
Nello specifico, il termine Shījiě comprende una varietà di tecniche, spazianti dai semplici inganni, per esempio una persona che finge di morire sostituendo il cadavere del nonno recentemente deceduto con il proprio, ai complessi rituali magico-esoterici, come lo 劍解T, JianjieP, lett. "Liberazione della spada", nel quale l'adepto crea una spada (zh. 劍T, 剑S, jiànP, chienW) alchemica waidan che diviene suo temporaneo simulacro di cadavere.
Il fine ultimo dello Shījiě era comunque sempre permettere al praticante di lasciare il mondo per ascendere al Cielo (zh. 天T, TiānP) o semplicemente restare nel mondo ma con una nuova identità.

## Etimologia
L'etimo di lingua cinese 屍解T, 尸解S, Shī-JiěP, lett. "Shih-Chieh" è composto dalle parole 屍T, 尸S, ShīP, lett. "Cadavere; corpo" e 解T, JiěP, lett. "Separare; dividere; tagliare a pezzi" ed è stato descritto dai sinologi come un «piuttosto strano», «notoriamente sfuggente», «potenzialmente confusionario» e talvolta «travisato o interpretato in modo troppo vago per essere intelligibile.»
屍T, 尸S, ShīP ha tre serie di possibili traduzione nel dizionario di cinese classico e cinese medio di Paul W. Kroll:
1. persona che funge da surrogato del defunto in una cerimonia sacrificale; sosia [...]; lapide commemorativa;
2. corpo; lich; cadavere [...] stendere un cadavere; esporre un cadavere;
3. essere responsabile, avere la cura o la supervisione di [...]; occupare una posizione senza svolgere i compiti ad essa connessi.

Shī-Jiě, scrittura del sigillo.

Il primo equivalente di Shī del personaggio cerimoniale che era il sostituto di un parente defunto ("cadavere") durante i rituali funebri cinesi e i riti ancestrali è un'estensione semantica del significato di base "cadavere". Campany descrive lo Shī come «un imitatore di antenati defunti, uno che sedeva al loro posto durante la solenne presentazione di cibo, bevande, annunci e l'esecuzione di danze».
Oltre al significato usuale di "cadavere, corpo morto", Shī può talvolta significare "corpo mortale", in particolare nei contesti Shījiě. L’eminente sinologo e storico della scienza Joseph Needham (1900–1995) tradusse Shījiě come «liberazione dalla parte mortale», in modo più appropriato rispetto a "liberazione dal cadavere" perché il primo passo per raggiungere la trascendenza Shījiě è abbandonare il proprio corpo fisico/mortale. Anna Seidel sottolinea che 尸T, ShīP in Shījiě denota «tutti i fattori corruttibili dell'invecchiamento del corpo fisico» piuttosto che il cadavere vero e proprio. Fabrizio Pregadio cita un classico testo taoista che usa chiaramente la parola shi per denotare «non specificamente un cadavere ma in generale il 'corpo mortale', vivo o morto». Un passaggio del commento Xiang'er del 200 d.C. al Daodejing (vedi sotto) contrappone 尸死S, ShisiP, lett. "Cadavere morto" e 尸生S, ShishengP, lett. "Cadavere vivo" che non può essere letto letteralmente nel senso di "un cadavere muore" e "un cadavere vive". «Quando il corpo mortale muore (zh. shisi), quello è logoramento; quando il corpo mortale (zh. shisheng ) vive, quello è realizzazione»; questo contesto si riferisce alle opzioni per una persona vivente e non ad un rinnovamento post mortem; «il suo soggetto, in altre parole, non è il "cadavere" ma il "corpo mortale"». Tuttavia, Campany sostiene che ciò che viene fuoriuscito attraverso lo Shījiě non è il cadavere dell'adepto ma il sistema amministrativo di registrazione della morte.
A causa delle ambiguità nella lettura del carattere originale cinese 尸T, ShīP per "cadavere; corpo mortale; personificatore del morto; ecc.", il significato basilare di "cadavere" viene chiarito con il carattere 屍T, ShīsiP che aggiunge 死T, SiP, lett. "Morire; morte" a 尸T, ShīP. Confronta la parola 死屍T, SǐshīP, lett. "Cadavere morto" che significa "cadavere" inteso come "corpo morto".
解T, JiěP ha sette serie di possibili traduzione nel dizionario di Kroll:
1. sciogliere, sciogliere, allentare, sciogliere [...] levarsi, decollare;
2. disgiungere, smembrare [...] sezionare; analizzare, smontare;
3. rimuovere, eliminare [...] risolvere; (trovare una) soluzione, risolvere (un problema);
4. liberare da, liberare, liberarsi, liberarsi da; emancipare;
5. dissipare, dissolvere; disperdere; dissipare;
6. aprirsi; spiegarsi, spiegarsi; svelare;
7. spiegare, esporre; esposizione [...].

Il dizionario Kroll riporta Shījiě come esempio di utilizzo sia per Shī sia per Jiě e sempre glossato come «liberazione per mezzo di un cadavere [simulato]», in cui il presunto cadavere dell'adepto viene sepolto ma in realtà viene sostituito con un oggetto personale (spada, bastone, ecc.) che assume temporaneamente le sembianze del cadavere, permettendo così di sfuggire alla burocrazia della morte; un mezzo di trascendenza di livello inferiore.
Gli studiosi propongono interpretazioni semantiche divergenti del jiě in Shījiě: "mutare", "squartare", "espellere un'afflizione"; "dividere, separare, disperdere, staccare, liberare", "allentare, dissolvere, spiegare" e "emancipazione, liberazione" nel buddismo cinese; e "rilascio, liberazione, fuga". L'antico Shījiě è legato al termine medico 屍體解剖T, shītă jiěpuP, lett. "autopsia; esame post-mortem" che combina 屍體T, ShītǐP, lett. "Cadavere; resti" con 解剖T, JiěpōuP, lett. "Sezionare".

### Varianti
Le forme di Shījiě sono piuttosto diverse, nel suo significato più ampio, il termine a volte denota semplicemente la scomparsa, «partire per un viaggio attraverso terre straniere». Più comunemente designa un tipo di scomparsa che lascia una traccia dietro, come un corpo senza ossa, o una bara che contiene solo un bastone, una spada o un sandalo simbolici. A volte Shījiě può anche riferirsi a un adepto che torna in vita dopo tanatosi.
La sinologa francese Isabelle Robinet mette a confronto le forme comuni di Shījiě:
- 劍解T, JianjiěP, lett. "Liberazione con la spada", considerato il metodo Shījiě più nobile. Questa tecnica richiede una spada (zh. 劍T, 剑S, jiànP, chienW), "semplice/inferiore" o "magico-divina", che permetta di "tornare al tuo vecchio villaggio sotto un altro nome" poiché i funzionari sotterranei non hanno più alcuna presa su coloro che l'hanno eseguita.
- 兵解T, BingjiěP, lett. "Liberazione con un'arma militare o fuga mediante esecuzione" è la liberazione dei giustiziati, come il famoso Zuo Ci (155–220) che continuò a essere visto vivo a Jingzhou nonostante Cáo Cāo fosse in possesso della sua testa e il resto del suo corpo fosse scomparso.
- 文解T, WenjiěP, lett. "Liberazione pacifica", avverso al 兵解T, BingjieP, prevede la sostituzione del corpo con sandali o un bastone. Maxime Kaltenmark ha evidenziato che i sandali magici taoisti sono uccelli che consentono all'adepto di librarsi in alto e volar via, come nel 劍解T, JianjieP.
- 水解T, ShuijiěP, lett. "Liberazione tramite l'acqua", quando il corpo di un'annegato è protetto da una divinità compassionevole e «all'esterno si dice che sia annegato; all'interno, in verità, è segretamente salvato.»
- 火解T, HuojiěP, lett. "Liberazione tramite il fuoco", coinvolge un taoista arso vivo e apparentemente volato in forma d'uccello. In alcuni casi, il corpo dell'adepto subisce una combustione umana spontanea, come nel caso di Cai Jing (蔡經), il cui corpo bruciò per tre giorni finché le sue ossa non si dissolsero e «solo la sua pelle esterna rimase intatta dalla testa ai piedi, come il guscio di una cicala.»

Un'altra variante è lo 杖解T, ZhangjiěP, lett. "Liberazione tramite il bastone", quando un bastone di bambù dell'adepto serviva come sostituto temporaneo del suo corpo, trasformato e svanito nel regno degli immortali.

### Termini correlati
Shījiě è simile alla parola BianhuaP, lett. "Trasformazione; metamorfosi" e ai suoi sinonimi componenti 變T, BianP, lett. "Cambiamento; alterare" e 化T, HuàP, lett. "Cambiamento; trasformare". Ad esempio, il testo Zhen'gao (499) si riferisce a un metodo superiore di Shījiě chiamato 化遁T, HuadunP, lett. "Trasformare e fuggire", e menziona 託化遁變T, Tuohua dunbianP, lett. "[Per] simulare la trasformazione e nascondersi mediante metamorfosi". Il Taiping Yulan (983) descrive lo 尸解遁變T, Shijie dunbianP, lett. "Liberato dal corpo e trasformato fuggendo". Tutti i tipi di bianhua richiedono un supporto materiale e lo shijie generalmente implica l'andarsene facendo uso di un oggetto materiale. Tuttavia, c’è una differenza essenziale tra loro: il Bianhua è un trucco magico o la manipolazione di un potere che il mistico può utilizzare in vita; lo Shijie viene praticato solo alla fine della vita ed è una forma di liberazione legata alla purificazione e al raffinamento del corpo.

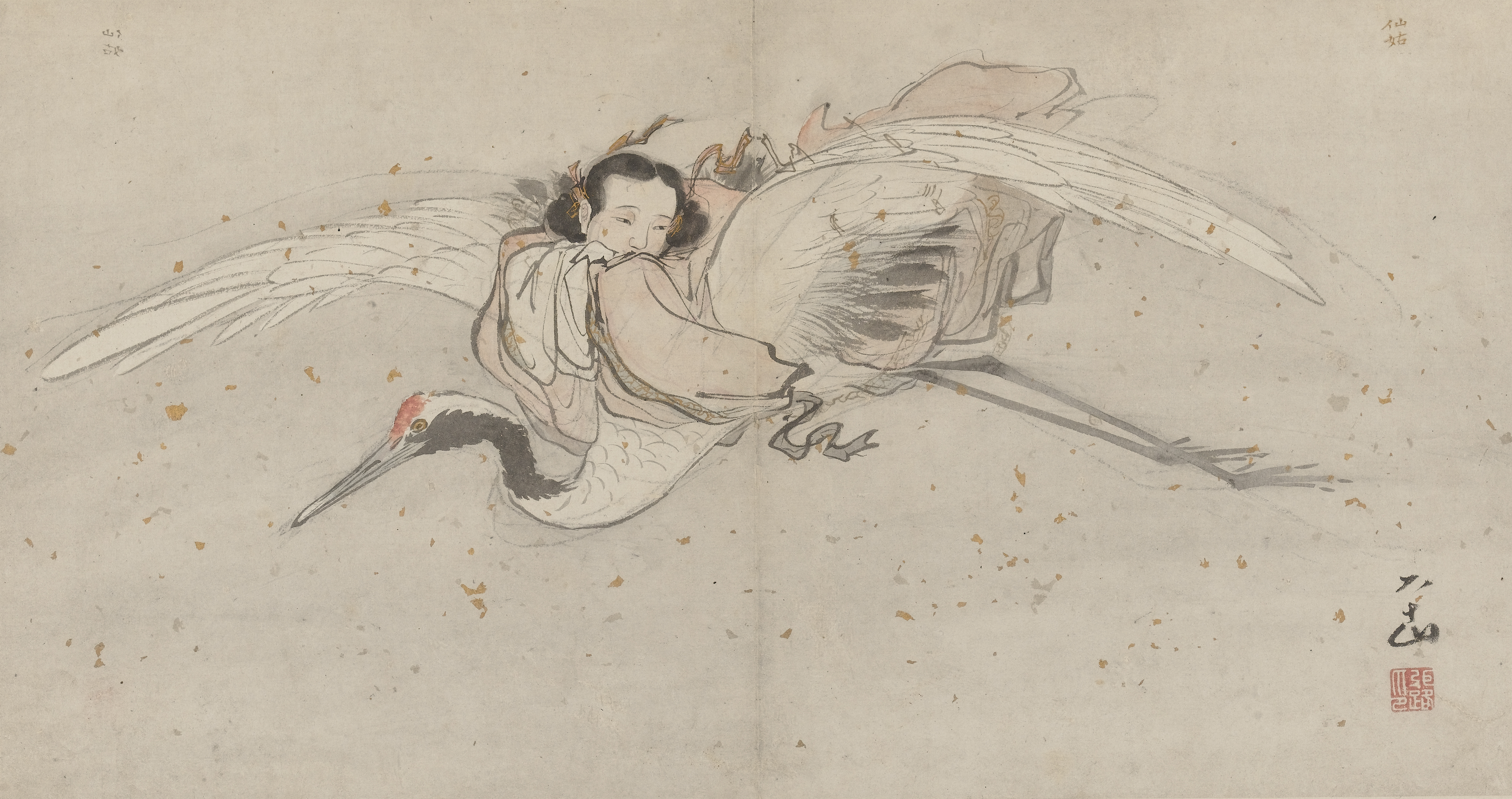
He Xiangu vola su una gru - dipinto di Zhang Lu (1464-1538). Esempio di una pratica.

La componente 化T, HuàP, lett. "Cambiamento; trasformare" in bianhua ricorre in diversi termini alternativi taoisti legati allo Shījiě. 解化T, JiěhuàP in Shījiě significa "liberare il corpo mortale e raggiungere il Tao". 銷化T, XiāohuàP, lett. "Sciogliersi; disintegrarsi" significa "liberare il corpo fisico e trasformarsi in uno xiān", come riportato nel celebre testo storico Shiji che approfondiremo nel seguito. 羽化T, YǔhuàP, lett. "Piuma; ala" si riferisce a un insetto che cresce con le ali, i.e. la pupa, che i taoisti estesero semanticamente a "morire e diventare uno xiān che vola in cielo"; le ali sono una caratteristica comune nelle raffigurazioni di xiān, sia che cavalcano una creatura volante mitologica o che volino con le proprie ali: confronta 羽人T, YōrénP, lett. "Persona" con 仙T, xiānP, 'hsienW, lett. "Trascendente/Immortale".
Come dettagliato nel successivo paragrafo Primi usi testuali, il termine 形解T, Xíng-JiěP, lett. "Rilascio della forma", con 形T, XíngP, lett. "Forma esteriore, aspetto, forma; figura, configurazione; struttura, contorno, contorno", era quasi un sinonimo di Shījiě registrato diversi secoli prima.
La parola 託死T, Tuō-SǐP, lett. "Morte finta/Morte simulata", successivamente scritto 托死, ricorre frequentemente in contesti Shījiě. Si confronti ad esempio il termine buddista cinese 托生T, Tuō-ShēngP, lett. "Reincarnarsi" che era usato anche nei primi testi taoisti.

## Traduzioni
Il termine Shījiě, solitamente reso "liberazione o liberazione dal cadavere", è stato «variamente e spesso mal tradotto», probabilmente perché, come osservato da Kirkland, nella maggior parte dei resoconti di Shījiě, il soggetto coinvolto non era effettivamente morto e, sebbene tutte le apparenze della morte fossero coinvolte, nessun cadavere (zh. 屍T, 尸S, ShīP) fu realmente lasciato indietro.
Riassumiamo nel seguito le traduzioni più frequenti.
| Fonte                          | Traduzione di 屍解T, 尸解S, Shī-JiěP, Shih-ChiehW                               |
| ------------------------------ | ------------------------------------------------------------------------------- |
| Needham e Wang 1954            | "liberazione del cadavere"                                                      |
| Ware 1966                      | "liberato dal cadavere", "rilasciato come cadavere"                             |
| Needham e Lu 1974              | "senza cadavere", "liberazione dal cadavere", "liberazione dalla parte mortale" |
| Robinet 1979 e Kohn 1993       | "liberazione dal cadavere"                                                      |
| Strickmann 1979                | "liberazione mediante cadavere"                                                 |
| Strickmann 1979 e Campany 1996 | "liberazione dal cadavere"                                                      |
| Pregadio 2004                  | "liberazione dal cadavere"                                                      |
| Campany 1996                   | "liberazione dal cadavere"                                                      |
| Pas 1998                       | "liberazione del corpo"                                                         |
| Campany 2002 e Smith 2013      | "fuga per mezzo di un cadavere simulato"                                        |
| Kirkland 2008                  | "liberazione mediante cadavere", "liberazione mortuaria"                        |
| Wallace 2011, p. 93            | "liberazione dal cadavere"                                                      |
| Kroll 2017                     | "liberazione per mezzo di un cadavere [simulato]"                               |
| Pregadio 2018                  | "liberazione dal corpo mortale"                                                 |

In ragione dei dati sopra riportati, si conclude che 屍T, 尸S, ShīP è solitamente tradotto come "cadavere" e 解T, JiěP più comunemente come "liberazione" o "rilascio".

## Primi usi testuali
La parola Shījiě fu registrata per la prima volta intorno all'anno 80 d.C. nell'opera Lunheng, testo non-taoista, mentre il quasi-sinonimo 形解T, Xing-JiěP, lett. "Liberazione dalla forma" ricorre in testi precedenti, taoisti, risalenti al III-I secolo a.C. circa. Xingjiě non denota una pratica o un metodo taoista specifico ma modi generali di trascendere la propria individualità limitata. Sebbene Shījiě e Xingjiě siano entrambi esempi di trascendenza del corpo mortale, non sono esattamente la stessa cosa, poiché la "liberazione dal cadavere" richiede il sottoporsi alla morte ma la "liberazione dalla forma" no.

### Zhuangzi

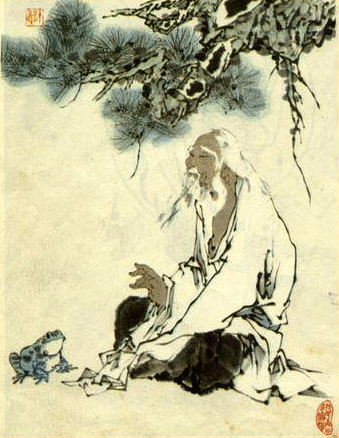
Il daoshi Zhuāngzǐ.

Lo Xingjiě compare per la prima volta, inteso come epifania spirituale, nello 莊子T, 庄子S, ZhuangziP, lett. "[Opere di] Zhuāngzǐ", opera fondante del taoismo datata al III-II secolo a.C. ed attribuita al semi-leggendario 道士T, taoshiP, lett. "Maestro del Tao" Zhuāngzǐ (369–286 a.C.). Nel testo, Tian Zifang (田子方) elogia il suo insegnante Dongguo Xunzi (東郭順子) al marchese Wen di Wei (r. 446–397 a.C.) con le seguenti parole:
(Zhuangzi, trad. in Mair 1994, p. 199.)

### Shiwen
Lo Xingjiě compare successivamente, come esercizio avanzato di auto-coltivazione, nello 十問T, ShiwenP, lett. "Dieci domande", un libro di medicina tradizionale cinese del 200–168 a.C. rinvenuto tra i testi scritti sulla seta rinvenuti nel sito archeologico di Mawangdui (vicino Changsha, nel Hunan) in una tomba della dinastia Han (206 a.C.–220 d.C.). Il quarto dei dieci dialoghi di Shiwen (MSVI.A.4) è tra il mitico Imperatore Giallo e Rong Cheng (容成), un leggendario antico maestro della sessualità taoista e delle tecniche di circolazione del respiro Daoyin, che dice:
(Shiwen, trad. in Harper 1998, p. 390.)
Questo è l'unico passaggio del Shiwen che riflette la probabile influenza delle idee sincretistiche-taoiste sulla trascendenza/immortalità xiān nei testi medici rinvenuti a Mawangdui e Zhangjiashan e che trattano principalmente del mantenimento della salute e del raggiungimento della longevità. Harper nota che si pensa che Xingjiě sia sinonimo di Shījiě poiché il credente taoista segnò il momento della trasformazione xiān quando un nuovo fisico immortale fu perfezionato spogliando il corpo mortale, lasciando cioè dietro di sé un cadavere simile a un guscio (o un oggetto come una spada o un bastone) come prova che l'adepto aveva raggiunto lo Shījiě. Tuttavia, è evidente che Xingjiě, qui inteso come «diventare uno spirito» che sorge «come il drago», non rappresenta i concetti di Shījiě del taoismo religioso.

### Shiji

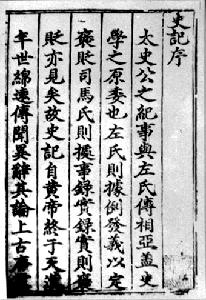
Frontespizio dello Shiji.

Xingjiě compare una terza volta, questa volta come tecnica soprannaturale, nelle celebri 史記T, ShǐjìP, lett. "Memorie storiche/di uno storico" di Sima Tan del 94 a.C. Nello specifico, nel passaggio che denuncia le pratiche eseguite da alcuni fangshi (zh. 方士S, FāngshìP, lett. "Gentiluomini che possiedono ricette magiche o Maestri dei metodi", figure presenti in Cina sin dal IV secolo a.C.) dello stato di Yan arrivati alla corte del Primo Imperatore della Cina, Qin Shi Huang (r. 221–206 a.C.). Questi maestri «praticavano metodi per l'immortalità [僊道] e per la liberazione dalla forma attraverso la dissoluzione e la trasformazione [形解銷化], facendo affidamento sui servizi offerti agli dei e ai demoni». Lo Shiji, inoltre, cita anche l'autore Fu Qian (服虔, ca. 125–195 d.C.) che glossò 形解T, XingjiěP come 屍解T, 尸解S, ShījiěP.
Il significato astruso della frase 形解銷化T, xingjie xiaohuaP è variamente tradotto come:
- «liberazione dal corpo che si dissolve e si trasforma» in Robinet 1979, p. 57;
- «rilascio della forma e trasformazione fluente» in Harper 1998, p. 114; e
- «perdono le loro forme mortali e si sciolgono» in Kirkland 2008, p. 896.

Basandosi sul termine 銷T, XiaoP, lett. "Fondere [specialmente metallo]; dissolvere", alcuni studiosi, come Robinet, credono che xiaohua alluda alle pratiche waidan dell'alchimia cinese "esterna" mentre Pregadio lo vuole riferito a «metodi taumaturgici per replicare e moltiplicare la propria forma (ubiquità), o per dissolverla e nasconderla (invisibilità)»

### Lunheng
L'opera del filosofo Wang Chong (27–97 a.C.), contro tendente sia rispetto al taoismo sia al confucianesimo né vicino al buddismo, il 論衡T, 论衡S, LunhêngP, lett. "Richieste equilibrate" (80 d.C.), in pieno periodo Han, riporta le prime occorrenze conosciute del termine Shījiě inteso come "separazione dal corpo".
Il capitolo 道虛T, DaoxuP, lett. "Menzogne taoiste" cita per sei volte lo Shījiě nel passaggio che confuta la leggenda secondo cui Li Shaojun, un fangshi taoista della corte dell'imperatore Han Wudi (r. 141–187), aveva diverse centinaia di anni quando morì.
(Lunheng, Daoxu, trad. in Forke 1907, pp. 345-346.)
Wang Chong spiega il processo Shījiě con l'analogia della cicala (zh. 蟬T, ChánP) la cui ninfa muta l'esoscheletro, convertendosi in un adulto e lasciando dietro di sé le sue esuvie (v.si Interpretazioni). L'adepto trasforma il corpo e si unisce allo spirito nell'immortalità fisica, lasciando nella bara qualche oggetto esterno per dimostrare che il cadavere è scomparso.
Forke traduce anche "separazione dal corpo" per 離形T, Li XingP, lett. "Separato dalla forma" in un altro capitolo del Lunheng, il 死偽T, SiweiP, lett. "Falsi resoconti sui morti":
(Lunheng, Siwei, trad. in Forke 1907, p. 207.)

### CommentarioXiang'erdelDaodejing

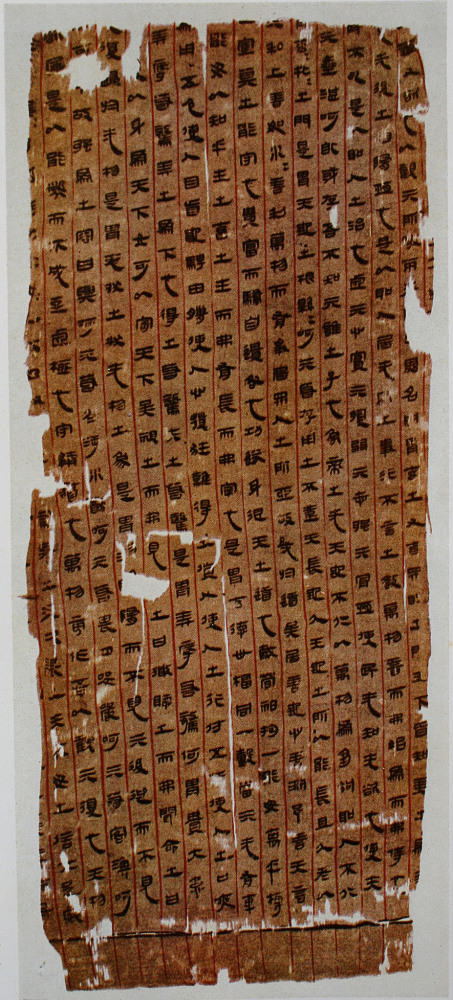
Frammento del Daodejing rinvenuto nella tomba n. 3 del sito archeologico di Mawangdui.

Il commentario 想爾T, 想尔S, Xiǎng'ěrP, Hsiang3-erh3W (190-200 d.C.) al 道德經T, 道德经S, DàodéjīngP, Tao Te ChingW, lett. "Libro della Via e della Virtù" di Laozi (IV secolo a.C.), testo fondante del Taoismo nonché centrale nella tradizione religiosa del 天師道T, Tianshi DaoP, lett. "Via dei Maestri Celestiali", usa Shī per significare non specificamente un "cadavere" ma generalmente un "corpo mortale", vivo o morto.
Il commentario Xiang'er utilizza i termini non comuni 尸死S, ShisiP, lett. "Cadavere morto" e 尸生S, ShishengP, lett. "Cadavere vivo" per spiegare l'ultima riga del capitolo 15 del Daodejing, «Attraverso questa mancanza di pienezza, essi sono in grado di disintegrarsi e rinnovarsi» [能辭復成]. Bokenkamp interpreta shisheng letteralmente: «Quando il cadavere muore, quella è disintegrazione; quando vive, quello è rinnovamento. Solo attenendosi al Tao senza permettere alla propria volontà di traboccare è possibile trasformare la disintegrazione in rinnovamento.» Pregadio traduce Shī come "corpo mortale": «Quando il corpo mortale muore, quello si consuma; quando il corpo mortale vive, quella è una realizzazione. Solo custodendo il Tao senza esserne colmi e traboccanti si è in grado di trasformare la stanchezza in realizzazione»; notando che il passaggio si riferisce alle opzioni date a una persona vivente per il suo "corpo mortale", e non a un rinnovamento post-mortem per il suo "cadavere".
Il commento a due capitoli del Daodejing descrive una delle prime interpretazioni taoiste della trascendenza. L'adepto 託死T, TuōsǐP, lett. "Finge/simula la morte" e si reca al 太陰T, TàiyīnP, lett. "Palazzo della Grande Oscurità", nell'estremo nord dei cieli, dove la loro forma corporea viene raffinata, in analogia con la raffinazione alchemica dei metalli vili, risultando in un 復生T, FushengP, lett. "Rinascita; Seconda nascita" in un corpo che si preserva indefinitamente. D'altra parte, i dannati vengono consegnati al 地官T, DìguānP, lett. "Ufficio della Terra", equiparato al 地獄T, DiyuP, lett. "Prigioni della terra; Purgatori" dei testi successivi. Sebbene i Maestri Celesti riconoscessero che la morte era inevitabile, cercavano la longevità non attraverso il prolungamento della vita in questo mondo, ma attraverso l'evitamento della morte, descritta in termini di "morte finta" e la continuazione dell'esistenza nella vita successiva.
Il capitolo 33 del Daodejing termina con la frase sconcertante «Coloro che muoiono senza perire sono longevi [死而不亡者壽]». Il commento Xiang'er lo spiega in questi termini:
(Xiang'er, trad. in Bokenkamp 1997, p. 135.)
Seidel traduce invece: «Quando si ritira dal mondo, simula la morte e passa al regno dell'Estremo Yin ( Taiyin )».
Per il passaggio del capitolo 16 «I loro corpi cancellati, non periscono [沒身不殆]», il commento spiega:
(Xiang'er, trad. in Bokenkamp 1997, p. 102.)
Pregadio traduce specificatamente 煉形T, LianxingP, lett. "Raffinare le proprie forme [corporee]" asserendo: «Poiché il rilascio dal, o meglio del, corpo mortale è un passo necessario per continuare la propria coltivazione, il processo di raffinazione avviene dopo chi è pronto ad essa ha "simulato la morte". Lasciare il proprio corpo mortale e affinare la propria forma comporta, in un primo momento, l'entrare nuovamente in uno stato in cui non esistono né forma né materia, ma solo uno xiang (象, immagine, apparenza). Dopo che la forma corporea dell'adepto è stata raffinata, il processo culmina nella sua "rinascita".»
Il commento Xiang'er si riferisce a coloro che perdono la fede nel Tao come 行尸S, XíngshīP, lett. "Cadaveri mobili". Mentre, con riferimento al capitolo 7 del Daodejing: «Non è solo perché non si sforza per alcun fine personale che tutti i suoi fini personali vengono soddisfatti? [非以其無私耶故能成其私]» Il commento ha shi (尸, "cadavere") invece di 私T, SiP, lett. "Interesse personale; preoccupazioni egoistiche", quindi, «Perché è senza un cadavere, è in grado di perfezionare il suo cadavere [mortale].»
(Xiang'er, trad. in Bokenkamp 1997, p. 85.)

### Liexian Zhuan

Liexian Zhuan, copia della dinastia Ming (1445).

A cominciare dallo 列仙傳T, 列仙传S, Liexian ZhuanP, lett. "Biografie di esemplari Immortali" del II secolo d.C., la più antica raccolta di agiografie di maestri taoisti, numerosi testi similari menzionarono direttamente o indirettamente di taoshi mentre trascendevano la morte attraverso lo Shījiě. Mentre molte tradizioni religiose sostengono che un credente può ascendere al cielo e lasciare dietro di sé un corpo, i resoconti taoisti dello Shījiě sono degni di nota perché negano che sia stato lasciato un vero cadavere.
Diverse agiografie, nel Liexian zhuan, menzionano la scoperta di bare 無屍T, wushiP, lett. "Senza cadavere", il che implica che l'adepto aveva usato lo Shījiě. Solo un'agiografia si riferisce però direttamente alla pratica Shījiě: Kou Xian (寇先), un leggendario pescatore dello stato di Song al tempo della dinastia Zhou, vissuto sulle rive del fiume Sui (睢水) per oltre un secolo. Il duca Jing di Song (r. 516–451) chiese a Kou di insegnargli il Tao della longevità ma lui rifiutò al che il duca lo fece giustiziare. Diversi decenni, dopo Kou Xian fu visto suonare il liuto Guqin vicino alla porta della città di Song, rivelando che era sfuggito alla morte per mezzo dello Shījiě. Nei testi successivi, questo fu interpretato come un esempio di 兵解T, BingjiěP (v. sopra, Varianti).

### Testi della Scuola Taiqing
La scuola taoista di 太清T, TaiqingP, lett. "Grande Chiarezza", antesignana della più celebre scuola 上清T, ShangqingP, lett. "Suprema Chiarezza", ideò nuovi metodi Shījiě utilizzando documenti per ingannare il sistema di amministrazione degli spiriti che regola e impone la durata della vita umana. In contrasto con le credenze ebraiche e cristiane secondo cui Dio registra il nome di ogni persona nel Libro della vita e Libro della morte, i cinesi credevano che il sistema di registro dei morti ultraterreni funzionasse come il sistema imperiale del registro dello stato civile, con gli scribi che tenevano traccia di persone con il loro nome e luogo di residenza registrato.
Due scritti Taiqing esemplari, entrambi menzionati nel Baopuzi di Ge Hong che approfondiremo nel seguito, descrivono nuove procedure Shījiě: inserire un breve elenco del proprio nome e dati di registrazione sul cadavere del nonno durante il funerale e creare un 符T, fuP, lett. "Talismano soprannaturale" taoista che asseriva che la causa della morte era una malattia. Entrambe le procedure Shījiě richiedono che il cadavere dell'adepto e del sostituto abbiano cognomi e distretti di origine simili.
In primo luogo, il 太清金液神氣經T, Taiqing yinye shenqi jingP, lett. "Scrittura della Grande Purezza dei Divini Pneumi dell'Oro Potabile" cita le istruzioni del mitico Imperatore Giallo per preparare un brief legalistico e un incantesimo al fine di falsificare la vita e il sistema del libro mastro dei morti:
(Taiqing yinye shenqi jing, trad. in Campany 2002, pp. 53-54.)

Il Talismano del Tesoro Numinoso del Grande Mistero per Vivere Nascosto, con componenti grafiche di, shi (尸, cadavere) e gui (鬼, fantasma).

In secondo luogo, il 靈寶五符序T, Lingbao wufu xuP, lett. "Spiegazioni sui cinque talismani del tesoro numinoso" promette la trascendenza terrena a coloro che seguono una procedura complessa che coinvolge un velenoso elisir di lunga vita waidan, un mistico talismano taoista, la meditazione della morte (cfr. Buddista Maraṇasati) e un cadavere simulato Shījiě. Il testo fornisce istruzioni per preparare e ingerire un elisir a base di mercurio chiamato shijie yao (尸解藥, shijie drug) e per scrivere in caratteri rossi (come per un editto imperiale) il Talismano del Tesoro Numinoso del Grande Mistero per Vivere Nascosto. (靈寶太玄陰生之符), che include la calligrafia cinese stilizzata per 病死T, BingsiP, lett. "Morto di malattia", shi (尸, cadavere) e gui (鬼, fantasma).
(Lingbao wufu xu, trad. in Pregadio 2018, p. 390.)
Questo resoconto di Taiqing mostra che Shījiě "la liberazione dal corpo mortale" richiede pratiche di meditazione simili al memento mori e aspetti rituali. L'adepto letteralmente mette in scena la sua morte, e il pubblico composto da familiari o compagni taoisti partecipa allo spettacolo. Affermano che il cadavere è scomparso ed è stato sostituito da un altro oggetto, come una spada o un bastone. Questo oggetto Shījiě svolge la stessa funzione svolta dai 替身T, TishenP, lett. "Corpi sostitutivi" nei primi riti funerari. In senso rituale, l'oggetto sostituisce il defunto, sia che la morte dell'adepto sia reale o solo simulata. La stessa scrittura descrive anche come realizzare versioni maschili e femminili di un talismano per i "maestri del Dao che desiderano eseguire shijie ", che quando scritto con un "pennello a spirito" (神筆) su qualsiasi oggetto di legno o metallo verrà immediatamente trasformarlo in un cadavere sostitutivo che successivamente «morirà e se ne andrà».
Confrontando le due procedure di Shījiě documentario, Campany trova elementi comuni. Entrambi implicano una performance rituale (un incantesimo che protesta contro la propria morte prematura, meditando su se stessi come cadaveri). Ciascuno utilizza un documento amministrativo per attivare magicamente un oggetto (il cadavere del proprio nonno, i propri vestiti scartati) che crea un cadavere sostitutivo illusorio. Entrambi impongono un cambio completo di nome.
La solita interpretazione per un praticante che esegue Shījiě per cambiare il proprio nome è come un semplice trucco per eludere gli spiriti che rafforzano i "registri della vita e della morte" per la durata della vita di ogni persona; l'adepto cambia il loro nome nella convinzione che gli spiriti-burocrati non sarebbero in grado di localizzarli e provocarne la morte. A un livello più profondo, Pregadio nota la corrispondenza omofona tra găimíng (改名, cambiare nome) e găimìng (改命, cambiare destino), e afferma che il cambio di nome non intende semplicemente ingannare gli spiriti, ma equivale simbolicamente all'espressione meditativa e atto rituale di “togliersi gli abiti”, cioè di scartare la propria vecchia personalità.

### Baopuzi

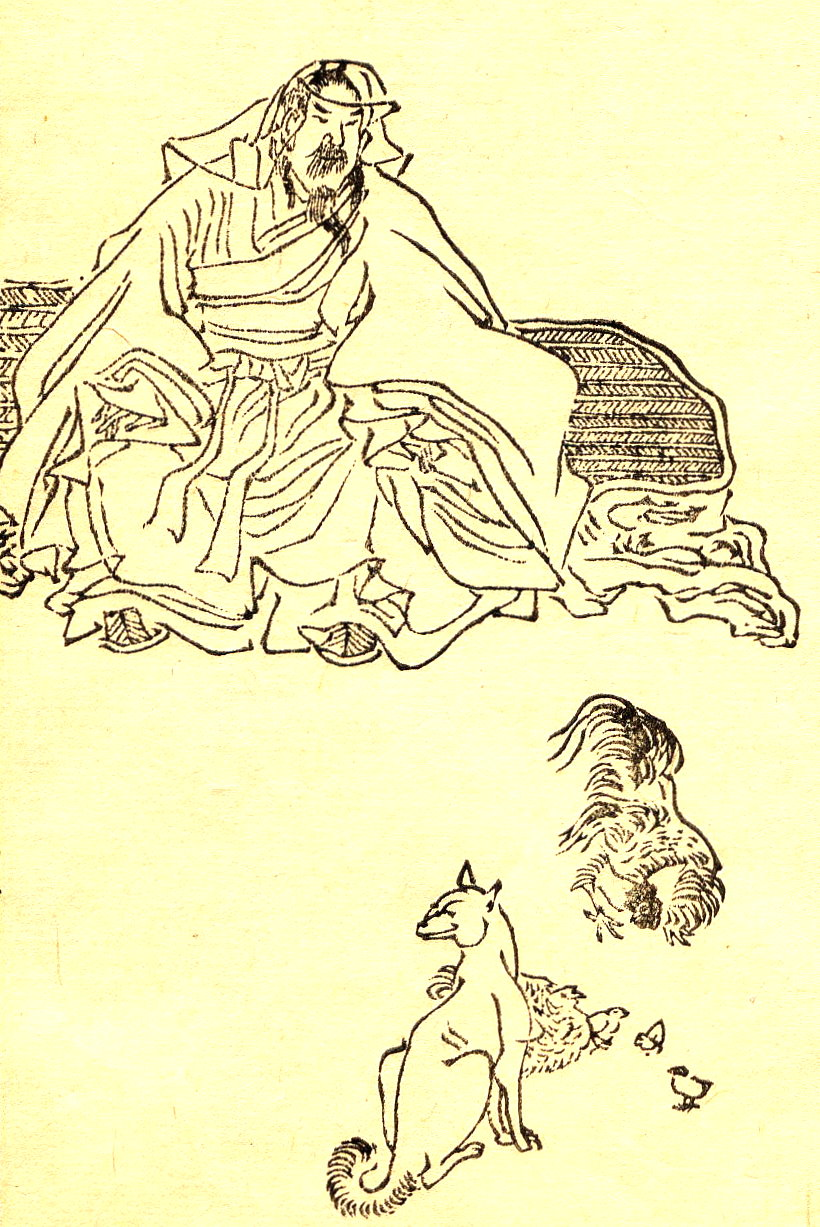
Ge Hong, ill. del XX secolo.

Il sopracitato maestro taoista Ge Hong (283–343), nel suo testo del 320 抱樸子T, 抱朴子S, BaopuziP, lett. "Maestro che abbraccia la semplicità", ci presenta il concetto di Shījiě al tempo della dinastia Jìn (266–420), una delle effimere dinastie che si contesero il potere sulla Cina nel turbolento periodo delle Sei Dinastie (220–589) successivo al collasso degli Han. Due capitoli del Baopuzi menzionano lo Shījiě e l'allegata "Biblioteca taoista" registra uno 尸解經T, Shījiě jingP, lett. "Classico di Shijie" oggi inesistente.
Un passaggio relativo al fangshi Li Shaojun (李少君) del II secolo a.C., già menzionato nel Lunheng, elenca Shījiě come la categoria più bassa delle trascendenze xiān, dopo il tian (celeste) e il di (terrestre):
(Baopuzi, trad. in Needham e Lu 1974, p. 106, adattato da Ware 1966, p. 47.)
Basandosi su fonti della dinastia Han, Ge Hong conclude che Li Shaojun doveva essere uno 尸解仙T, ShījiěxiānP, lett. "Immortali senza cadavere" perché molto tempo dopo la sua morte per malattia, l'imperatore Han Wudi (r. 141-87) fece aprire la bara e si scoprì che conteneva "solo un toga e cappello". Ge fornisce altri tre adepti al tempo degli Han orientali (25–220 d.C.) che erano trascendenti Shījiě. Xie Yuanyi (謝元一) portò via Fei Changfang (費長房) e lasciò un'effigie di bambù da seppellire al suo posto; Li Yiqi (李意期) e due discepoli morirono a Pixian ma quando le loro famiglie ne aprirono le bare trovarono in ciascuna «un bastone di bambù con una scritta rossa sopra».
In un altro passaggio, Ge Hong denunciò come ciarlatano il guaritore Li Kuan (李寬) che trattava le malattie con acqua santa e amuleti e divenne estremamente popolare nel sud della Cina. I conoscenti personali di Ge Hong che avevano assistito ai rituali di guarigione di Li, usando ricette «molto superficiali», dissero all'unanimità che era fragile, senile e non diverso dagli anziani comuni. Dopo che Li Kuan morì a causa di una pestilenza virulenta, i suoi seguaci affermarono ripetutamente che si era trasformato in un trascendente xiān attraverso il «rilascio come cadavere e che la sua non era una vera morte». Ge Hong concluse che la morte di Li dimostrava che «non era il tipo giusto di individuo» per diventare un praticante Shījiě.
Nel Baopuzi, Ge Hong considerava processi come lo Shījiě perfettamente naturali:
(Baopuzi, trad. in Needham e Lu 1974, p. 284, adattato da Ware 1966, p. 62.)
Durante i funerali della dinastia Zhou, amuleti di giada, perline o cicale venivano posti nella bocca dei morti (v.si abito funerario in giada).

### Shenxian Zhuan
Oltre al Baopuzi, Ge Hong compilò anche l'agiografia 神仙傳T, 	神仙传S, Shenxian ZhuanP, lett. "Biografie di Dèi e Immortali/di Trascendenti Divini", testo di grande rilevanza nella letteratura cinese sino alla dinastia Song (960–1279) poi scomparso sotto la dinastia Yuan (1271–1368) e ricomposto sotto la dinastia Qing (1636–1912), che fornisce più informazioni sullo Shījiě rispetto al sopracitato Liexian Zhuan. Cinque agiografie di xiān menzionano direttamente lo Shījiě e molte altre vi alludono con il riferimento al ritrovamento di bare vuote, come quella di Ling Shouguang:
(Shenxian Zhuan, trad. in Campany 2002, p. 232.)
L'agiografia di Wang Yuan (王遠) ha una rara descrizione di come si sente il processo Shījiě. Wang spiega al suo allievo Cai Jing:
(Shenxian Zhuan, trad. in Campany 2002, p. 260.)
Lo Shījiě di Cai Jing non fu una semplice fuga tramite cadavere simulato e lascito di averi (scarpa, bastone, ecc.) ma un raffinamento trasformativo che dissolse le sue ossa (ritenute la sede della ripartizione della durata della vita) lasciando solo la pelle. Campany suggerisce pertanto di tradurre il caso di Cai Jing come «"liberazione dal proprio cadavere", dove il "cadavere" sono tutte le scorie del proprio precedente corpo impuro, raffinate per lasciare l'individuo con un nuovo corpo incorruttibile.»
L'agiografia di Yin Changsheng (陰長生), che sarebbe vissuto più di trecento anni, stima la frequenza degli adepti che raggiungono lo Shījiě. «Nell'antichità superiore, c'erano molti trascendenti, tanti che non possono essere tutti spiegati. Ma dall'ascesa degli Han, sole quarantacinque persone hanno raggiunto la trascendenza: quarantasei me compreso. Venti di loro lo hanno fatto attraverso "fuga con cadavere simulato", gli altri ascesero al Cielo in pieno giorno.»
Campany riassume cinque caratteristiche comuni delle storie Shījiě dello Shenxian zhuan e delle agiografie più antiche:
1. alcuni adepti, quando si apprestano a eseguire lo shijie, fingono di essere malati e fanno un annuncio pubblico in tal senso. Ciò può ora essere visto come motivato dalla necessità di rendere la "morte" più credibile, qualcosa di necessario solo se la morte viene inscenata con l'intento di ingannare;
2. quando, dopo la sua finta morte, l'adepto viene avvistato vivo, è sempre in un luogo lontano;
3. quando, dopo un simile avvistamento, la bara viene aperta e trovata priva del cadavere, al suo posto è sempre presente qualche altro oggetto: un talismano, una spada, un capo di abbigliamento o un intero vestito a forma di corpo. Questi oggetti sono i substrati del cadavere illusorio, prodotto ritualmente e dalla meditazione, che ha sostituito il corpo dell'adepto abbastanza a lungo da consentirgli di fuggire. Sono, infatti, tanti shi尸, non nel senso di veri e propri cadaveri ma nel senso di imitatori rituali o simulacro dei morti nei riti mortuari e commemorativi;
4. se, nella narrazione, l'adepto torna a casa (e spesso non lo fa), lo fa solo dopo che è trascorso un tempo considerevole, di solito più di una generazione;
5. in alcuni casi, si dice che l'adepto abbia cambiato nome dopo aver eseguito shijie. L'ubiquità dei soprannomi piuttosto che dei nomi propri per i soggetti delle agiografie è probabilmente dovuta anche alla strategia di cambiare nome per eludere il rilevamento da parte degli spiriti;

Tuttavia, non tutte le narrazioni Shījiě nello Shenxian zhuan sono conformi a questi modelli. Quando Zuo Ci e Guo Pu furono condannati all'esecuzione, scamparono tramite 兵解T, BingjiěP, evitando simultaneamente gli agenti della burocrazia imperiale e quelli della burocrazia infernale.

### Zhen'gao

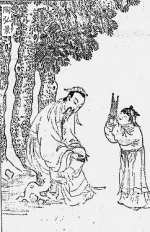
L'alchimista Tao Hongjing.

Lo Shījiě è spesso menzionato nel 真誥T, Zhen'gaoP, lett. "Dichiarazioni dei Perfezionati", una raccolta, redatta nel 499 dal farmacologo taoista Tao Hongjing (456–536) di materiali delle Scuola di Shangqing, presumibilmente date al mistico Yang Xi (330–386) da un gruppo di Perfetti taoisti dal 364 al 370, e parte del Canone taoista (zh. 道藏T, Dào ZàngP, Tao TsangW).
Diverse rivelazioni riguardano i metodi Shījiě e i destini di Yang Xi e dei suoi aristocratici collaboratori, Xu Mi e suo figlio Xu Hui (341–370). La Consorte Perfetta An suggerisce di praticare 劍解T, JianjieP, lett. "Liberazione con la spada", qui scritto 解劍T, JiejianP, al suo spirito-fidanzato Yang Xi «Mio signore, se non riesci a sopportare il fumo delle fiamme portate dal vento e desideri abbracciare la forma Perfetta in un bosco appartato, potresti allora semplicemente cercare la Via di fuga per mezzo della spada ed eseguire la tecnica di annunciare la [tua] fine? Se finisci te stesso, facendolo apertamente o in segreto e lasciandone traccia [simulacro] nascosta o in bella vista sono cose da sistemare separatamente all'ultimo momento. Dipende tutto da voi, Signore, discernente!" »
Una rivelazione Zhen'gao di Mao Gu, uno dei Tre Signori Mao, spiega a Xu Mi che suo fratello maggiore scomparso, Xu Mai, s'era accoppiato con un partner perfetto, ritirato tra le montagne e sfuggito al mondo tramite un “cadavere simulato”. Un altro contesto dice che Xu Mai studiò con il suo insegnante Wang Shilong e «ricevette la Via per allentare i vincoli [jieshu zhi dao 解束之衜], praticò il metodo di camminare all'indietro, consumò il fluido di giada e ebbe udienza al [Palazzo del] Cervello/Essenza.» Questo "Modo di allentare i vincoli" può riferirsi alla varietà Shījiě del jiedai. Altre rivelazioni dicono a Xu Hui che eseguirà una "fuga notturna", che a quanto pare significa inscenare la morte sotto la copertura della notte, senza usare un simulacro come una spada o un bastone, e dicono a Xu Mi che è troppo preoccupato per gli affari mondani per scappare immediatamente.
Lo Zhen'gao fornisce uno schema generale del complicato processo Shījiě, declinantesi in diverse fasi nell'arco di diversi anni. Anzitutto, il praticante deve diventare “adeguatamente distaccato” dagli affari mondani. In secondo luogo, bisogna avere lo stato d'animo corretto che vede la vita e la morte come sponde opposte dello stesso fiume: "entrambe sono uguali ed essenziali". In terzo luogo, dopo che una è fuggita, le anime delle nuvole hun vanno al Grand Yin, le anime della terra po entrano nella terra, e i Quattro Numina e i Cinque Maschili preservano l'essenza seminale del corpo e i cinque visceri. In quarto luogo, una volta che le anime delle nuvole arrivano a Grand Yin (un luogo lontano nel nord), subiscono un ulteriore raffinamento, in un processo simile a quello che avviene nel crogiolo sigillato dell'alchimista. Alla fine, tutti coloro che sono idonei al processo si risvegliano inevitabilmente come Perfezionati. «Solo allora il praticante potrà comprendere veramente la meraviglia del "morire ma non perire" degli spiriti immortali e la profondità dei principi che governano la vita e la morte.»
Zhao Cui (morto nel 622 a.C.) fu un leggendario trascendente taoista che aiutò il duca Jin Wen Gong (r. 636–628), e lo Zhen'gao registra che cinque o sei anni dopo la sua morte, «un uomo che viaggiava attraverso le montagne vide una sera questo cadavere dentro una camera di roccia. La carne era marcita ma le ossa erano rimaste. Vide anche che i cinque visceri nell'addome erano ancora vivi come prima. I fluidi [corporei] e il sangue erano avvolti in fasci ed una placenta di colore viola era tessuta all'esterno.»
Molti passaggi dello Zhen'gao menzionano droghe alchemiche come mezzo per ottenere lo Shījiě. Gli alchimisti cinesi erano consapevoli che i composti metallici prodotti nelle loro fornaci erano altamente velenosi ma credevano comunque che il praticante avrebbe subito solo una morte apparente, ascendendo ai cieli senza morire davvero. Lo Zhen'gao elenca persino delle figure storiche che hanno raggiunto lo Shījiě consumando il potente elisir alchemico dell'efflorescenza di Langgan, composto da metalli pesanti tossici:
(Zhen'gao, trad. in Strickmann 1979, p. 131, cit. in Needham e Lu 1974, p. 296.)
Questi praticanti, in particolare, non ascendono nei cieli di Shangqing ma vivono tra i paradisi terrestri.
La fondatrice della Scuola di Shangqing, Wei Huacun, che presumibilmente eseguì lo Shījiě, descrive altri praticanti che l'eseguirono:
(Zhen'gao, trad. in Smith 2013, pp. 295-298.)

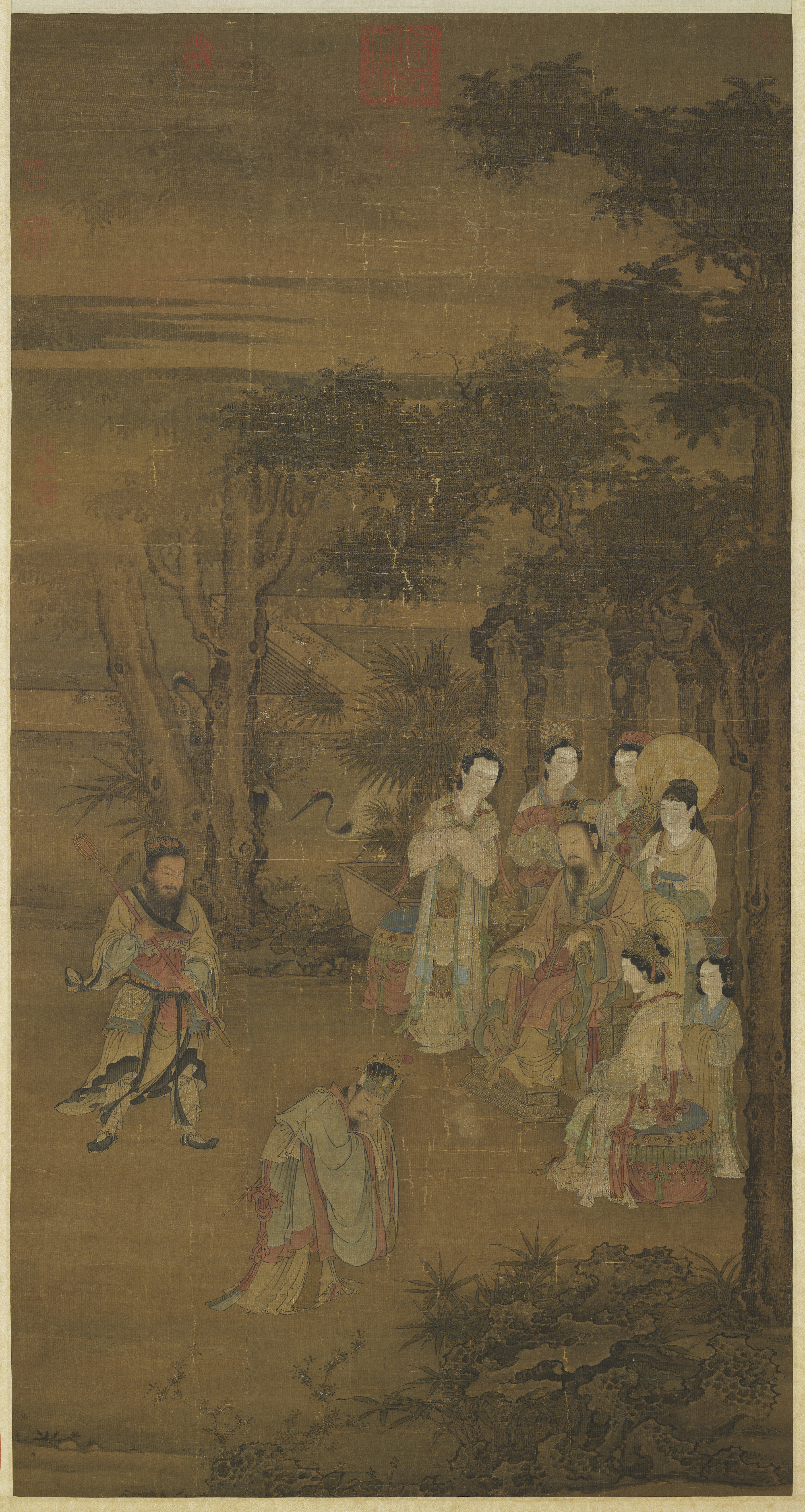
L'imperatore Han Wen (r. 180–157 a.C.) riceve presso il Giardino Shanglin.

Sima Jizhu, un rabdomante dell'imperatore Han Wen (r. 180–157 a.C.), «頭足異凥T, TóuzúyìchùP, lett. "Testa e piedi in luoghi diversi"» è una polirematica per le persone decapitate. Nella sua traduzione dello Zhen'gao, Thomas E. Smith descrive Wei Huacun come se utilizzasse «umorismo da cimitero», come il nome della polvere di mica, 云散T, YunsanP, lett. "Disperdersi come nuvole", che comprende 散T, SanP, lett. "Disperdersi; svanire; Medicina tradizionale cinese in polvere" ed è un gioco di parole per «polvere che svanisce».
Lo 劍巠T, JianjingP, lett. "Scrittura della spada", uno dei classici della Scuola di Shangqing, confronta diverse preparazioni alchemiche Shījiě e afferma che l'elisir 靈丸T, LingwanP, lett. "Bolo numinoso" è l'unico che consente all'adepto di tornare a casa senza cambiare il proprio nome. L'appendice dello Zhen'gao sul Jianjing descrive la gamma delle diverse tecniche:
(Zhen'gao, trad. in Smith 2013, pp. 304-305.)
Questo passaggio distingue quindi due gradi di Shījiě basati sull'ora del giorno in cui l'adepto lascia il mondo: il superiore 白日T, BairiP, lett. "Giorno; piena luce del giorno o mezzogiorno" e l'inferiore 夜半T, YebanP, lett. "Mezzanotte". Le agiografie degli immortali taoisti forniscono molti esempi d'ascensione avvenuta esattamente a mezzogiorno, spesso espressa con la frase «白日昇天T, Bairi Sheng TianP, lett. "Ascendere al Cielo in pieno giorno"». Queste due vie di liberazione si distinguono secondo i parametri dualistici yin e yang: ascesa-discesa, mezzogiorno-mezzanotte, luce-oscurità, sole-luna. Da un lato, l'ascesa al Cielo è la via del non ritorno al mondo, un viaggio spirituale ascendente da un empireo all’altro. Dall'altro, la discesa nella Grande Tenebra è la via del ritorno, una "seconda nascita" che riporta al mondo.

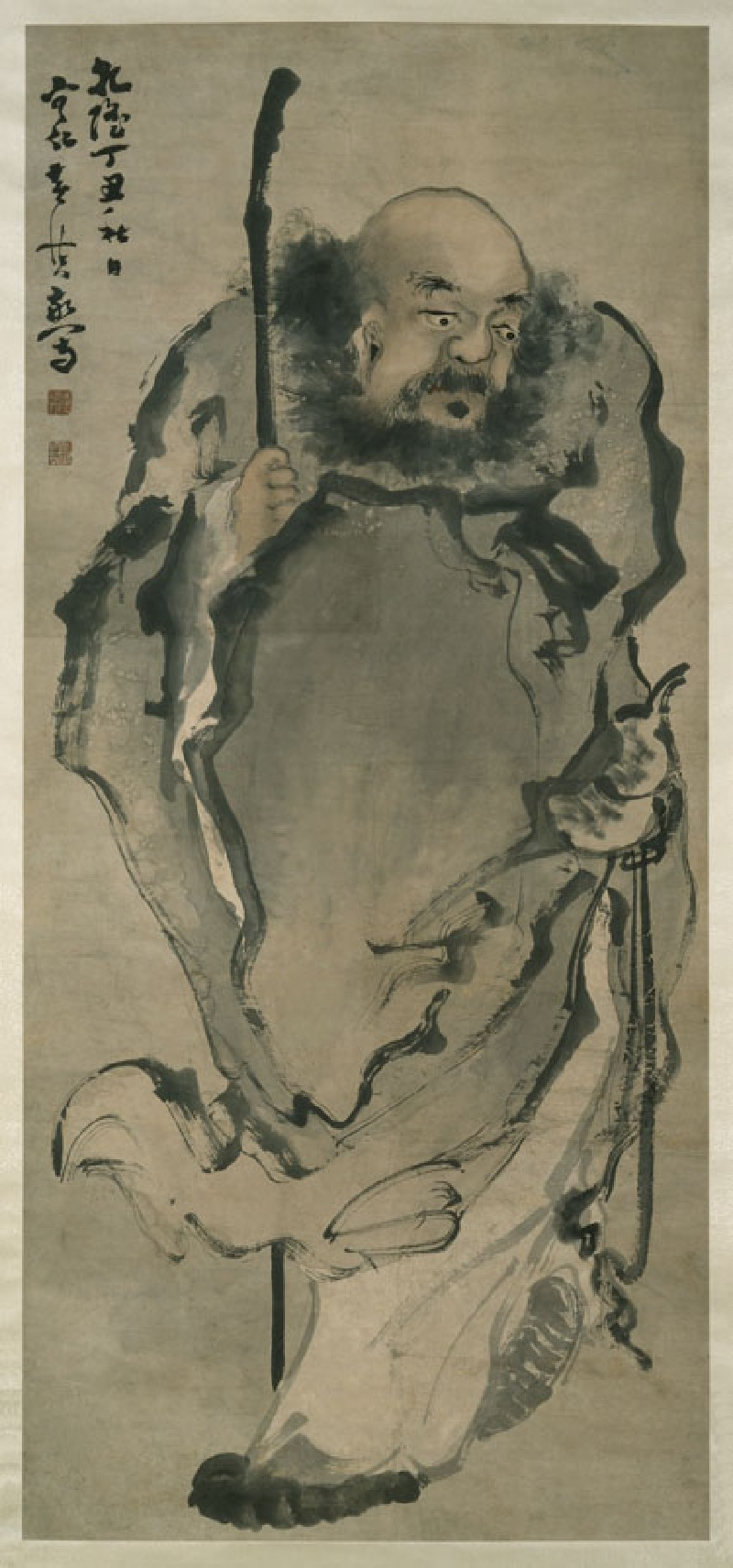
Li Tieguai - dipinto di Huang Shen (1757).

La ragione dello status inferiore dell'adepto che esegue Shījiě è che, nonostante abbia raggiunto uno stato spirituale avanzato, non è sufficiente «ascendere al cielo in pieno giorno» e abbisogna d'una trasformazione «raffinando la forma corporea». Finché l'adepto continua a dimorare nel proprio corpo fisico è in grado di concentrarsi sulla creazione del proprio corpo perfetto.
Logicamente, sorge la domanda «Se la "liberazione dal cadavere" serve a lasciare il proprio corpo ordinario e a generare un "corpo perfetto", perché mai un adepto dovrebbe ritornare al corpo mortale dal quale voleva liberarsi?» La famosa leggenda di Li Tieguai, uno degli Otto Immortali taoisti, illustra che la funzione del corpo "recuperato" è semplicemente fornire un mezzo per coltivare il corpo "perfezionato". Mentre Li Tieguai era in profonda meditazione, il suo spirito lasciò il corpo e vagò nei cieli ma i suoi discepoli pensarono erroneamente che fosse morto e cremarono quello che credevano fosse il suo cadavere. Quando il suo spirito ritornò, Li realizzò che, mancando il suo corpo originale, doveva entrare nell'unico cadavere disponibile, quello d'un mendicante zoppo morto di fame poco prima. Ciò che dev'essere "perfezionato" attraverso lo Shījiě non è la forma fisica, poiché Li Tieguai necessitava solo di un corpo per continuare le sue pratiche taoiste. «Anche in questo raro caso di "rilascio dal corpo mortale" forzato, il fulcro della pratica è il corpo perfetto.»
L'esame del cadavere è una sezione ampiamente approfondita nello Zhen'gao, che fornisce criteri numerosi per verificare lo Shījiě in ragione dell'ampia varietà di metodi di fuga e fattori contingenti (es. la scelta di fuggire apertamente o segretamente) che tenderebbero a lasciare segni diversi sul cadavere:
(Zhen'gao, trad. in Smith 2013, pp. 300-301.)
La maggior parte di questi criteri consentirebbe ai discepoli di un maestro defunto di annunciare di aver raggiunto con successo lo Shījiě tranne quello in «piena luce del giorno» che non indica la più alta forma di trascendenza, elevante direttamente al paradiso. Dichiarare uno Shījiě riuscito era facile poiché «nessuno dei criteri è un indicatore negativo di una missione fallita.»

### Daojiaoyishu

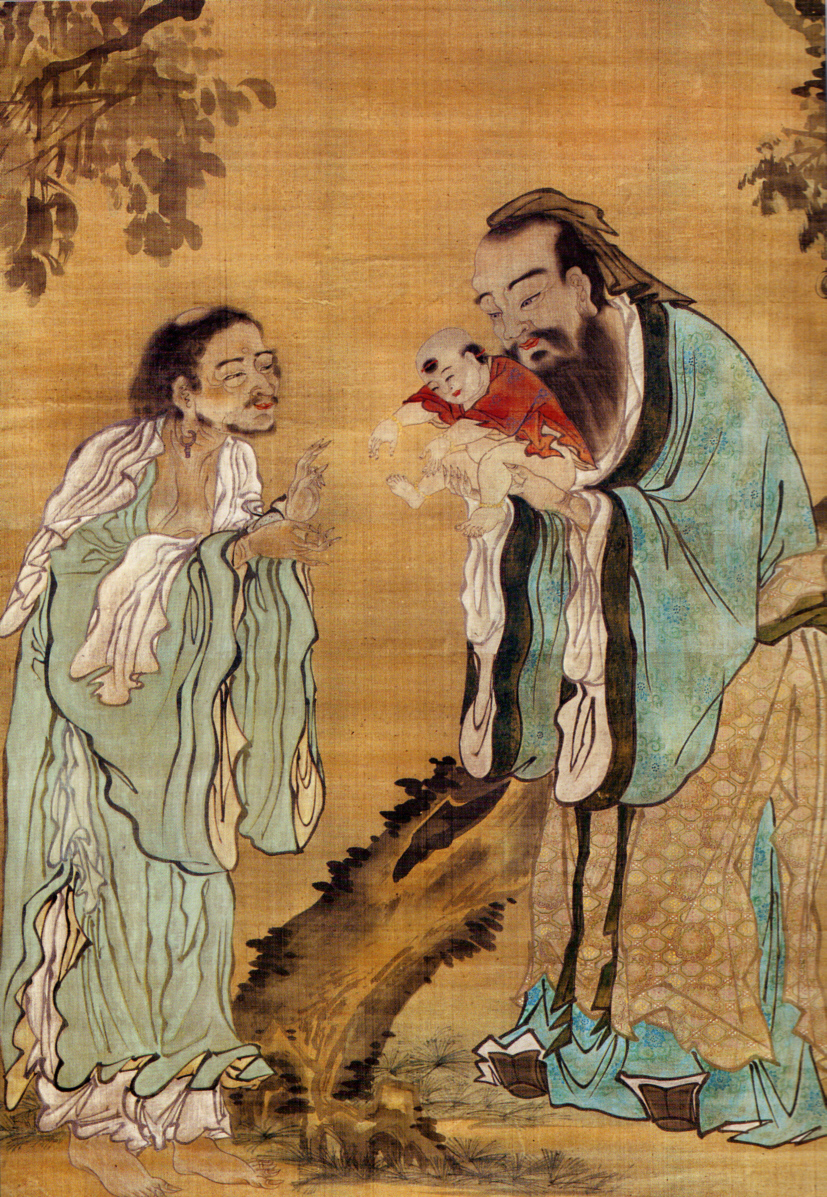
- Confucio e Lǎozǐ proteggono il Buddha Śākyamuni infante - Rotolo dipinto su seta, Dinastia Ming (1368-1644) - British Museum (Londra).

Anche se la parola Shījiě fu in uso durante il I secolo d.C., prima cioè che il buddismo avesse alcuna influenza in Cina, il significato della pratica probabilmente molto dovette, almeno in seguito, al 解脫T, JiětuōP, la traduzione cinese del sanscrito मोक्ष), Mokṣa, Lett. "liberazione, emancipazione, liberazione".
Taoismo e buddismo, insieme al confucianesimo, meglio noti come i 三教S, Sān JiàoP, lett. "Tre insegnamenti/dottrine", hanno esercitato, sincreticamente, un ruolo importante nella storia e nella cultura cinese sin dai tempi degli Han. I Tre insegnamenti, al netto di tensioni e vere e proprie guerre di religione che vennero sanate in modo definitivo solo al tempo della dinastia Ming (1368–1644), hanno inoltre funto da cornici della religione tradizionale cinese di sostrato, vale a dire il culto devoto agli dèi locali e agli antenati, la quale, tuttavia, non si esaurisce in essi e si svolge anzi per la maggior parte al di fuori di qualsiasi cornice dottrinale.
I prestiti incrociati tra buddismo e taoismo erano così pervasivi che molte narrazioni sui monaci buddisti includono pratiche apparentemente distintive come taoiste quali lo Shījiě e il 辟穀T, 辟谷S, Bì GǔP, Pi-KuW, lett. "Astenersi dai cereali", altra pratica taoista mirante al raggiungimento dello stato di xiān ma tramite il digiuno: es. il Libro dei Jin del 648 riporta che il monaco buddista Shan Daokai, contemporaneo del missionario dell'Asia centrale Fótúchéng (c. 232–348 d.C.), «raggiunse una metamorfosi simile a quella di una cicala ingerendo pillole.»

Il 衜敎義樞T, DaojiaoyishuP, lett. "Significato fondamentale degli insegnamenti taoisti" del 700, noto per la sua influenza buddista, descrive lo Shījiě come il secondo dei tre tipi di trasformazioni bianhua. Il primo sono gli adepti che «ascendo al Cielo in pieno giorno» (zh. 白日昇天T, bairi shengtianP), si fondono con il divino e vagano insieme agli dèi, il che significa che «la propria intera persona ascende al Cielo»:
Il terzo è il 烕度T, MieduP, lett. "Trasferimento per estinzione", il nome buddista cinese per il "Nirvana": «La forma mortale (zh. shixing) non diventa cenere, come se il cadavere fosse custodito dal Grande Uno (zh. TaiyiP) stesso. A volte, dopo anni, il cadavere ritorna ad essere un essere umano.» Gli strumenti Shījiě come una spada o una scarpa svolgono una funzione simile ai 替身T, TishenP, lett. "Corpi sostitutivi" utilizzato in alcuni riti taoisti per rappresentare gli aspetti negativi e «non raffinati» dell'adepto, i legami mondani che rendevano impossibile raggiungere una forma più alta di liberazione nella vita.

## Interpretazioni
Il termine Shījiě ha «sconcertato gli studiosi perché le idee e le pratiche dietro di esso sono rimaste piuttosto oscure» forse a causa della segretezza intenzionale tra gli iniziati taoisti. Come anticipato, gli accademici non riescono nemmeno a decidere come tradurre il termine. Nelle parole di Cedzich: «Dovremmo interpretarlo come liberazione di una persona dalle spoglie mortali del suo cadavere, come liberazione del corpo di una persona dalla morte e dalla putrefazione, o come liberazione per mezzo di un cadavere? Sebbene siano stati offerti argomenti a favore di ciascuna di queste interpretazioni, gli studiosi concordano sostanzialmente sul fatto che la "liberazione del cadavere" implica una libertà acquisita dopo quella che realmente fu o quella che sembrò essere la morte fisica.»

### La metafora della cicala

Ninfa di cicala che muta l'esoscheletro trasformandosi in un adulto alato.

Come anticipato, l'interpretazione più antica dello Shījiě è la metafora della metamorfosi della cicala che in seguito divenne un topos letterario molto diffuso nella letteratura cinese, anche perché sia la parola sia la metafora comparvero insieme nel Lunheng di Wang Chong del I secolo d.C.
Ci sono molteplici parallelismi tra un praticante Shījiě che lascia dietro di sé il proprio cadavere (a volte apparente) e si trasforma in un trascendente xiān e la ninfa della cicala che muta il suo esoscheletro, emergendo come adulta e lasciando dietro di sé un'esuvia.
Il sopracitato Shenxian zhuan dell'alchimista Ge Hong usa il termine 蟬蛻T, ChántuìP, traducibile sia come "Pantano delle cicale" sia come "liberarsi/districarsi" in medicina tradizionale cinese, per descrivere Cai Jing dopo che il suo corpo s'era sciolto per tre giorni «solo la sua pelle esterna era rimasta intatta dalla testa ai piedi, come il guscio [esuvia] della cicala.» Lo 雲笈七籤T, 云笈七签S, Yunji QiqianP, lett. "Le sette tavolette di bambù della borsa nebulosa" di Zhang Junfang (X–XI secolo), un'enciclopedia taoista datata al 1029, descrive la trascendenza 劍解T, JianjieP come 蟬化T, ChánhuàP, lett. "Trasformazione della cicala": «Quando gli uomini usano una spada preziosa per la liberazione del corpo, questo è il più alto esempio di trasformazione metamorfica.»
Joseph Needham e Lu Gwei-djen affermano che gli alchimisti taoisti credevano che i loro elisir di lunga vita generassero «un nuovo sé fisico ma immortale, che incarna l'intera personalità, che potrebbe lasciare il cadavere dell'adepto come una farfalla che emerge da una crisalide, e andare a dimorare tra gli altri immortali.» Due possibili risultati dello Shījiě erano o una bara vuota, in caso di corpo fisico completamente etereo, o la perpetuazione immutabile del corpo di luce dell'adepto, cioè il corpo incorrotto, altro topos letterario caro alla tradizione sinica.

### Conservazione del cadavere

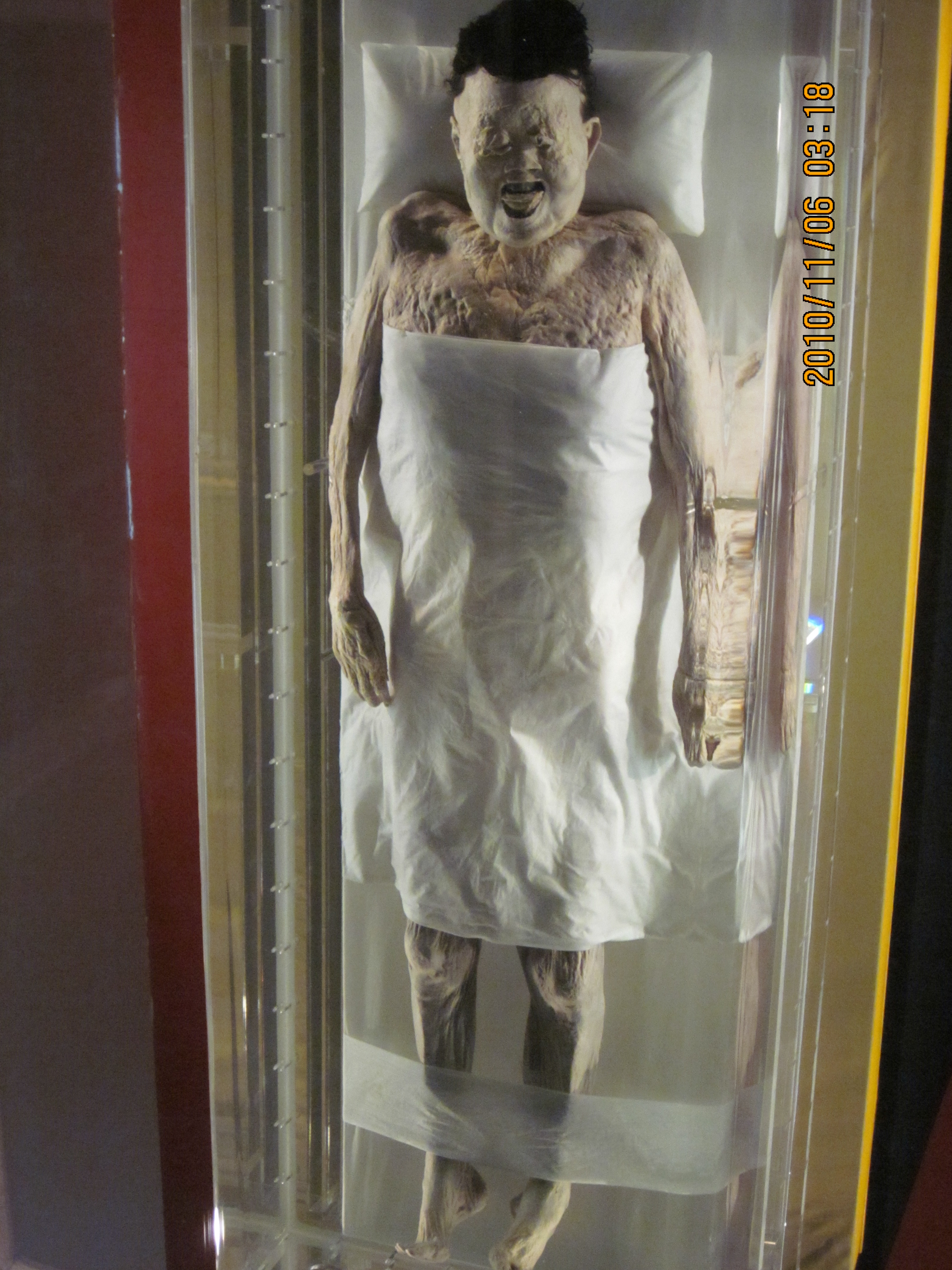
Il corpo perfettamente conservato di Xin Zhui († 163 a.C.)

Studiando il cadavere straordinariamente ben conservato della nobildonna Xin Zhui († 163 a.C.), scoperto nel 1972 tra le tombe di Mawangdui, Needham e Lu hanno evidenziato come gli antichi necrofori cinesi, presumibilmente taoisti, avevano conoscenze chimiche e abilità sufficientemente avanzate per ottenere una conservazione quasi perpetua del corpo, cosa che suggerisce «per la prima volta tutto ciò che [lo Shījiě] potrebbe aver implicato.» Ciò inoltre aggiunge un'altra dimensione alla dottrina taoista dell'immortalità, suggerendo che le storie tradizionali sui cadaveri incorruttibili fossero probabilmente basate su prove fattuali.
Il corpo di Xin Zhui dimostrerebbe, secondo Needham, che la concezione taoista degli 尸解仙T, ShījiěxiānP, lett. "Immortali senza cadavere" «i cui corpi sarebbero rimasti secolo dopo secolo come quelli di persone ancora in vita, non era del tutto immaginaria.»

### Suicidio rituale
Michel Strickman ha proposto in modo convincente che il cadavere di un praticante Shījiě non era sempre un sostituto temporaneo ma in alcuni casi poteva essere il cadavere di qualcuno che aveva raggiunto la trascendenza xiān mediante suicidio rituale con volontario avvelenamento da elisir alchemico. Per un credente taoista, il suicidio poteva essere stato un modo accettabile per sfuggire a gravi difficoltà socio-politiche: es. Ge Xuan (164–244) ricorse allo Shījiě per fuggire dall'oppressione dell'imperatore Sima Yan (r. 265–290).
Isabelle Robinet ha per contro sostenuto che lo Shījiě non era un suicidio rituale, a suo dire una «interpretazione che è cresciuta senza alcuna prova a sostegno», quanto piuttosto una procedura salvifica post-mortem. Quando un praticante muore prima di completare la purificazione spirituale, ha luogo una sorta di "morte parziale", con una vita ultraterrena in un regno intermedio in attesa di una purificazione più completa e di una liberazione finale.
Ursula-Angelika Cedzich concorda invece con l'ipotesi del suicidio rituale di Strickman, focalizzandosi sul ben noto caso di Zhou Ziliang (497–516), discepolo del sopracitato Tao Hongjing, che ricevette visioni dai Perfetti che gli garantirono la trascendenza nei cieli di Shangqing e diede istruzioni su come preparare una pozione mortale di funghi e cinabro con cui si suicidò.

### Risurrezione
Un'altra interpretazione dello Shījiě è incentrata sulle sue somiglianze con la risurrezione intesa come ritorno alla vita dopo la morte.
Donald Harper ha studiato i documenti trovati nelle tombe del tardo Periodo degli Stati Combattenti (453–221 a.C.), incluso un rapporto ufficiale che racconta una spettacolare storia di resurrezione. Un uomo di nome 丹T, DanP, lett. "Cinabro", impiegato da un generale dell'esercito Wei, si suicidò nel 300 a.C. perché aveva ucciso un uomo. Dopo la sepoltura di Dan, tuttavia, il generale presentò una denuncia burocratica ufficiale all'amministrazione degli inferi sostenendo che non era ancora stato «destinato» a morire, e successivamente liberarono Dan dalla tomba e lo restituirono al mondo dei vivi nel 297 a.C. Tuttavia, ci vollero diversi anni dopo la sua resurrezione prima che Dan potesse sentire o mangiare di nuovo il cibo, e «i suoi quattro arti erano inutili». Harper suggerisce che il concetto di Shījiě sia iniziato intorno al I secolo d.C. da una sintesi di antiche credenze sulla resurrezione dei morti e la nozione taoista di trascendenza/immortalità xiān: «Shījiě era una forma speciale di risurrezione con elementi che la distinguevano dalla fede già esistente nella resurrezione nella Religione popolare.»
Julian Pas afferma che, quando il taoismo adottò la procedura Shījiě, qui propriamente tradotta non come "liberazione dal corpo" ma come "liberazione attraverso il corpo", cambiò l'attenzione dal fare affidamento sui documenti ufficiali per risuscitare una persona morta al fare affidamento sull'auto-coltivazione per metamorfizzarsi in un trascendente xiān. Inoltre, Shījiě ha alcuni paralleli con la resurrezione cristiana dei morti in cui il corpo del defunto si riunisce con l'anima. Descrivendo la risurrezione di Gesù, la Bibbia dice che la sua tomba fu trovata vuota, ad eccezione di alcuni abiti funebri, il che ricorda i casi di Shījiě taoisti in cui la bara del maestro era trovata vuota ad eccezione di alcuni indumenti lasciativi.

### Fuga
In alcuni casi, l'adepto taoista che eseguiva Shījiě non stava tentando una trascendenza miracolosa ma semplicemente di sfuggire alle difficoltà: es. quando Sima Yan rinchiuse Ge Xuan per ottenere dall'alchimista l'elisir di lunga vita, questi disse al suo discepolo «Io non ho il tempo per preparare la grande droga [dell'immortalità]. Ora eseguirò lo Shījiě».
Numerosi, in questo senso, gli esempi forniti dal 後漢書T, 后汉书S, Hòu HànshūP, lett. "Libro degli Han posteriori" (V secolo). Xu Yang, un esperto di numerologia cinese, quando l'usurpatore Wang Mang (r. 9–23 d.C.) lo arruolò nel nuovo governo, cambiò nome e divenne un famoso guaritore in una lontana provincia, tornando a casa solo dopo che l'esercito Han ebbe giustiziato Wang Mang nel 23 d.C. Per ragioni simili, Feng Liang presumibilmente uccise il suo cavallo, distrusse la sua carrozza, fece a pezzi i suoi vestiti e scomparve. Tutti credettero che le fiere l'avessero ucciso e la sua famiglia ne seppellì i resti trovati nel sito ma Feng ricomparve più di dieci anni dopo.
Le narrazioni che coinvolgono questo tipo di Shījiě hanno temi comuni come il cambio di nome e d'identità, cioè «un'importante astensione dal sistema di lignaggio familiare che formava la spina dorsale della società cinese». L'elaborato processo Shījiě sopra-riportato nel Lingbao wufu xu dice: «Dopo che l'adepto ha raggiunto un luogo sicuro, inizia una nuova vita sotto uno pseudonimo, ma non potrà mai tornare a casa (dove potrebbe essere riconosciuto).» Alla fine, anche lo stesso patriarca di Shangqing, Tao Hongjing, dopo anni di falliti esperimenti alchemici con l'elisir di lunga vita commissionatigli dall'imperatore Wu di Liang (r. 502–549), tentò disperatamente di sfuggire al suo indispettito mecenate nel 508 cambiando nome in Wang Zheng e fingendosi un comune soldato.

### Bibliografiche
1. 1 2 3  Seidel 1987, p. 230.
2. ↑  Benn 2003, p. 139.
3. 1 2 3 4  Campany 2002, p. 53.
4. ↑  Pas 1998, p. 57.
5. ↑  Kroll 2017, pp. 410-411.
6. ↑  Carr 2007.
7. ↑  Needham e Lu 1974, p. 297.
8. 1 2 3  Pregadio 2004, p. 117.
9. ↑  Pregadio 2004, pp. 116-117.
10. ↑  Kroll 2017, p. 210.
11. ↑  Robinet 1979, p. 58.
12. 1 2 3  Pas 1998, p. 58.
13. ↑  Robinet 1979, pp. 58-59.
14. ↑  Robinet 1979, pp. 60-62.
15. ↑  Strickmann 1979, p. 130.
16. ↑  Robinet 1979, p. 57.
17. ↑  Robinet 1993, p. 168.
18. ↑  Kroll 2007, p. 509.
19. ↑  Robinet 1993, p. 58.
20. ↑  Kirkland 2008, p. 897.
21. ↑  Pregadio 2004, p. 116.
22. 1 2  Pregadio 2004, p. 115.
23. ↑  Maspero 1981, pp. 445-448.
24. ↑  Harper 1998, pp. 114 e 124.
25. ↑  DeWoskin 1983, p. 19.
26. ↑  Trad. in Pregadio 2004, p. 115.
27. ↑  DeWoskin 1983.
28. ↑  Robinet 1979, p. 66.
29. ↑  (EN) A Biographical Dictionary of Later Han to the Three Kingdoms (23-220 AD), Leida, Koninklijke Brill, 2007,  p. 806, ISBN 90-04-15605-4.
30. ↑  Trad. di Forke 1907.
31. 1 2  Pas 1998, p. 60.
32. ↑  Trad. di Pregadio 2004, p. 116.
33. ↑  Trad. di Pregadio 2004, p. 117.
34. ↑  Bokenkamp 1997, p. 100.
35. 1 2  Pregadio 2018, p. 387.
36. ↑  Bokenkamp 1997, p. 47.
37. ↑  Trad. in Watson.
38. ↑  Kirkland 2008, p. 896.
39. ↑  Campany 2009, p. 125.
40. ↑  Campany 2002, p. 57.
41. ↑  Pregadio 2018, pp. 390-391.
42. ↑  Campany 2002p. 54.
43. 1 2  Pregadio 2018, p. 391.
44. ↑  Ware 1966, p. 382.
45. ↑  Trad. in Ware 1966, pp. 47-48.
46. ↑  Trad. in Ware 1966, pp. 159-160.
47. ↑  Needham et al. 1976, p. 3.
48. ↑   T.H. Barrett, On the Reconstruction of the Shenxian Zhuan, in Bulletin of the School of Oriental and African Studies, vol. 66, n. 2, 2003,  pp. 229-235.
49. ↑  Campany 2002, p. 266.
50. ↑  Trad. in Campany 2002, p. 275.
51. ↑  Campany 2002, pp. 58-59.
52. ↑  Campany 2002, p. 59.
53. ↑  Trad. in Smith 2013, p. 101.
54. ↑  Smith 2013, p. 18.
55. ↑  Smith 2013, p. 276.
56. ↑  Smith 2013, p. 299.
57. 1 2  Smith 2013, p. 300.
58. ↑  Trad. in Smith 2013, pp. 302-303.
59. ↑  Bokenkamp 1997, p. 291.
60. ↑  Smith 2013, p. 284.
61. ↑  Bokenkamp 1997, p. 251.
62. ↑  Pregadio 2018, p. 122.
63. ↑  Pregadio 2018, p. 392.
64. ↑  Strickmann 1979, p. 182.
65. ↑  Smith 2013, p. 301.
66. ↑  (EN) Living in the Chinese Cosmos: Understanding Religion in Late-Imperial China, su afe.easia.columbia.edu.
67. 1 2  (EN) Quan-Hoang Vuong, Cultural additivity: behavioural insights from the interaction of Confucianism, Buddhism and Taoism in folktales, in Palgrave Communications, vol. 4, n. 1, 2018, DOI:10.1057/s41599-018-0189-2.
68. ↑  (EN) Xinzhong Yao, Chinese Religion: A Contextual Approach, Londra, A&C Black, 2010,  p. 11, ISBN 978-1-84706-475-2.
69. ↑  (EN) James Miller, Chinese Religions in Contemporary Societies, ABC-CLIO, 2006,  p. 57, ISBN 1-85109-626-4.
70. ↑  (EN) Tam Wai Lun, Local Religion in Contemporary China, in Zhibin Xie (a cura di), Religious Diversity and Public Religion in China, Ashgate Publishing, 2006,  p. 73, ISBN 978-0-7546-5648-7.
71. ↑  Campany 1996, p. 329 e Campany 2009, p. 59.
72. ↑  Needham et al. 1976, p. 112.
73. ↑  Trad. in Pregadio 2004, p. 118.
74. ↑  Pregadio 2004, pp. 125-126.
75. ↑  Campany 2002, p. 52.
76. ↑  Cedzich 2001, p. 2.
77. ↑  Trad. in Needham e Wang 1956, p. 141.
78. ↑  Needham e Lu 1974, p. 284.
79. ↑  Needham e Lu 1974, pp. 303-304.
80. ↑  Needham et al. 1976, p. 21.
81. ↑  Strickmann 1979, pp. 132-133.
82. ↑  Robinet 1997, p. 138.
83. ↑  Cedzich 2001, pp. 33-34 e 37-39.
84. ↑  Harper 1994, pp. 13-14.
85. ↑  Harper 1994, pp. 22-23.
86. ↑  Harper 1994, p. 25.
87. ↑  Pas 1998, p. 59.
88. ↑  Trad. in Campany 2002, p. 59.
89. 1 2  Cedzich 2011, p. 40.
90. ↑  Cedzich 2011, p. 27.
91. ↑  Campany 2002, pp. 55-56.
92. ↑  Trad. in Campany 2002, p. 54.

### Fonti
Storia imperiale cinese
- (ZH) Sima Tan e Sima Qian, 史記T, ShǐjìP, lett. "Memorie storiche/di uno storico", 94 a.C. [dinastia Han]. - Ed. (EN) Records of the Grand Historian of China, traduzione di Burton Watson, 2 v., Columbia University Press, 1961.

Testi taoisti
- (ZH) Wang Chong, 論衡T, 论衡S, Lun HengP, lett. "Discorsi equilibrati", 80 d.C. - Ed. (EN) Lun-hêng, Part 1, Philosophical Essays of Wang Ch'ung, traduzione di Alfred Forke, Harrassowitz, 1907.
- (ZH) Laozi, 道德經T, 道德经S, DàodéjīngP, Tao Te ChingW [Libro della Via e della Virtù], II secolo. - Ed. it.  Daodejing. Il canone della Via e della Virtù, traduzione di M. Biondi, A cura di Attilio Andreini, Collana Piccola biblioteca. Classici, Torino, Einaudi, 2018, ISBN 978-88-06-23015-9.
- (ZH) Ge Hong, 抱樸子T, 抱朴子S, BaopuziP, [Libro del] Maestro [che] abbraccia la semplicitàW, c. 320.

### Studi
Specifici
- (EN) James A. Benn, [Review of] To Live as Long as Heaven and Earth: A Translation and Study of Ge Hong's Traditions of Divine Transcendents by Robert Ford Campany, in Journal of the Royal Asiatic Society, vol. 13, 2003,  pp. 138-140.
- (EN) Stephen R. Bokenkamp, Early Daoist Scriptures, University of California Press, 1997.
- (EN) Robert F. Campany, Strange Writing: Anomaly Accounts in Early Medieval China, State University of New York Press, 1996.
- (EN) Robert F. Campany, To Live as Long as Heaven and Earth: A Translation and Study of Ge Hong's Traditions of Divine Transcendents, University of California Press, 2002.
- (EN) Robert F. Campany, Making Transcendents: Ascetics and Social Memory in Early Medieval China, University of Hawaii Press, 2009.
- (EN) Michael Carr, The Shi 'Corpse/Personator' Ceremony in Early China, in Marcel Kuijsten (a cura di), Reflections on the Dawn of Consciousness: Julian Jaynes's Bicameral Mind Theory Revisited, Julian Jaynes Society, 2007,  pp. 343-416.
- (EN) Ursula-Angelika Cedzich, Ghosts and Demons, Law and Order: Grave Quelling Texts and Early Taoist Liturgy, in Taoist Resources, vol. 4, 1993,  pp. 23-35.
- (EN) Ursula-Angelika Cedzich, Corpse Deliverance, Substitute Bodies, Name Change, and Feigned Death: Aspects of Metamorphosis and Immortality in Early Medieval China, in Journal of Chinese Religions, vol. 29, 2001,  pp. 1-68, DOI:10.1179/073776901804774578.
- (EN) Alfred Forke, Lun-hêng, Part 1, Philosophical Essays of Wang Ch'ung, Harrassowitz, 1907.
- (EN) Donald Harper, Resurrection in Warring States Popular Religion, in Taoist Resources, vol. 5, 1994,  pp. 13-28.
- (EN) Donald Harper, Early Chinese Medical Literature: The Mawangdui Medical Manuscripts, Kegan Paul, 1998.
- (EN) Russell Kirkland, Shijie 尸解 "'release by means of a corpse'; mortuary liberation, in Fabrizio Pregadio (a cura di), The Encyclopedia of Taoism, Routledge, 2008,  pp. 896-897.
- (EN) Livia Kohn, The Taoist Experience: An Anthology, State University of New York Press Press, 1993.
- (EN) Paul K. Kroll, A Student's Dictionary of Classical and Medieval Chinese, rev., Brill, 2017.
- (EN) Shuhuan 李叔還 Li, Daojiao yaoyi wenda jicheng 衜敎要義問荅集成 [Essential Catechism of Daoism], Kaohsiung, 1971.
- (EN) Victor H. Mair, Tao Te Ching: The Classic Book of Integrity and the Way, Bantam Books, 1990.
- (EN) Victor H. Mair, Wandering on the Way, Early Taoist Tales and Parables of Chuang Tzu, Bantam, 1994, ISBN 0-553-37406-0.
- (EN) Joseph Needham e Wang Ling, Science and Civilisation in China, Volume 1, Introductory Orientations, Cambridge University Press, 1954, ISBN 9780521057998.
- (EN) Joseph Needham e Wang Ling, Science and Civilisation in China: Volume 2, History of Scientific Thought, Cambridge University Press, 1956.
- (EN) Joseph Needham e Lu Gwei-djen, Science and Civilisation in China, Volume 5 Chemistry and Chemical Technology Part 2: Spagyrical Discovery and Inventions: Magisteries of Gold and Immortality, Cambridge University Press, 1974.
- (EN) Joseph Needham [et al.], Science and Civilisation in China, Volume 5 Chemistry and Chemical Technology, Part 3: Spagyrical Discovery and Invention: Historical Survey, from Cinnabar Elixirs to Synthetic Insulin, Cambridge University Press, 1976.
- (EN) Julian Pas e Man Kam Leung, Historical Dictionary of Taoism, Scarecrow Press, 1998,  pp. 57–60.
- (EN) Fabrizio Pregadio, The Notion of 'Form' and the Ways of Liberation in Daoism, in Cahiers d'Extrême-Asie, vol. 14, 2004,  pp. 95–130. 117–127, DOI:10.3406/asie.2004.1202.
- (EN) Fabrizio Pregadio, Which is the Daoist Immortal Body?, in Micrologus, vol. 26, SISMEL Edizioni del Galluzzo, 2018.
- (EN) Isabelle Robinet, Metamorphosis and Deliverance from the Corpse in Taoism, in History of Religions, vol. 19, 1979,  pp. 37-70, DOI:10.1086/462835.
- (EN) Isabelle Robinet, Taoist Meditation: The Mao-shan Tradition of Great Purity, traduzione di Julian F. Pas, State University of New York Press, 1993.
- (EN) Isabelle Robinet, Taoism: Growth of a Religion, traduzione di Phyllis Brooks, Stanford University Press, 1997.
- (EN) Anna Seidel, Post-Mortem Immortality, or the Taoist Resurrection of the Body, in S. Shaked (a cura di), Gilgul: Essays on Transformation, Revolution and Permanence in the History of Religions, Brill, 1987,  pp. 223-237.
- (EN) Thomas E. Smith, Declarations of the Perfected: Part One: Setting Scripts and Images into Motion, Three Pines Press, 2013, ISBN 9781387209231.
- (EN) Michel Strickmann, On the Alchemy of Tao Hung-ching, in Holmes Welch e Anna K. Seidel (a cura di), Facets of Taoism: Essays in Chinese Religion, Yale University Press, 1979,  pp. 123-192.
- (EN) Leslie V. Wallace, Betwixt and Between: Depictions of Immortals (Xian) in Eastern Han Tomb Reliefs, in Ars Orientalis, vol. 41, 2011,  pp. 73-101.
- (EN) James R. Ware, Alchemy, Medicine and Religion in the China of A.D. 320: The Nei Pien of Ko Hung, Dover, 1966.
- (EN) Ying-shih Yü, Life and Immortality in The Mind of Han China, in Harvard Journal of Asiatic Studies, vol. 25, 1965,  pp. 80-122, DOI:10.2307/2718339, JSTOR 2718339.

Consultazione
- (EN) Doctors, Diviners, and Magicians of Ancient China: Biographies of Frang-shih, traduzione di Kenneth J. DeWoskin, Columbia University Press, 1983.